# Білоярський (смт)
Білоя́рський (рос. Белоярский) — селище міського типу, центр Білоярського міського округу Свердловської області.
Населення — 12615 осіб (2010, 12645 у 2002).